# A Wrinkle in Time
A Wrinkle in Time (bra: Uma Dobra no Tempo; prt: Uma Viagem no Tempo) é um filme estadunidense de 2018, dos gêneros de fantasia maniqueísta, ficção científica e aventura, dirigido por Ava DuVernay, com roteiro de Jennifer Lee, baseado no romance homônimo de 1962 da escritora Madeleine L'Engle e, produzido e distribuído pela Walt Disney Studios.
É estrelado por Oprah Winfrey, Reese Witherspoon, Mindy Kaling, Storm Reid, Zach Galifianakis e Chris Pine. Sua filmagem teve inicio em 2 de novembro de 2016, em Los Angeles (Califórnia), com lançamento em 8 de março de 2018.
Este é o 1º filme da Walt Disney Studios produzido com o objetivo de dar mais visibilidade às minorias, após polêmica racial ocorrida na cerimônia do Oscar de 2016.

## Sinopse
O Meg (Storm Reid) e irmão adotivo Charles Wallace (Deric McCabe) decidem reencontrar o pai (Chris Pine), um cientista atrofísico que trabalha para o governo, que está desaparecido desde que se envolveu em um misterioso projeto. Com a ajuda do colega de escola Calvin (Levi Miller) e de três mulheres especiais (fadas intergalácticas) em uma jornada por diferentes lugares do universo.

## Elenco
- Storm Reid como Margaret "Meg" Murry
- Oprah Winfrey como a Senhora Qual
- Reese Witherspoon como a Senhora Queé
- Mindy Kaling como a Senhora Quem
- Zach Galifianakis como o Medium Feliz
- Chris Pine como o Dr. Alexander "Alex" Murry
- Gugu Mbatha-Raw como o Dr. Kate Murry
- Michael Peña como o Red
- André Holland como Diretor Jenkins
- Rowan Blanchard como Veronica Kiley
- Bellamy Young como Camazotz Woman
- Will McCormack como Professor

## Produção

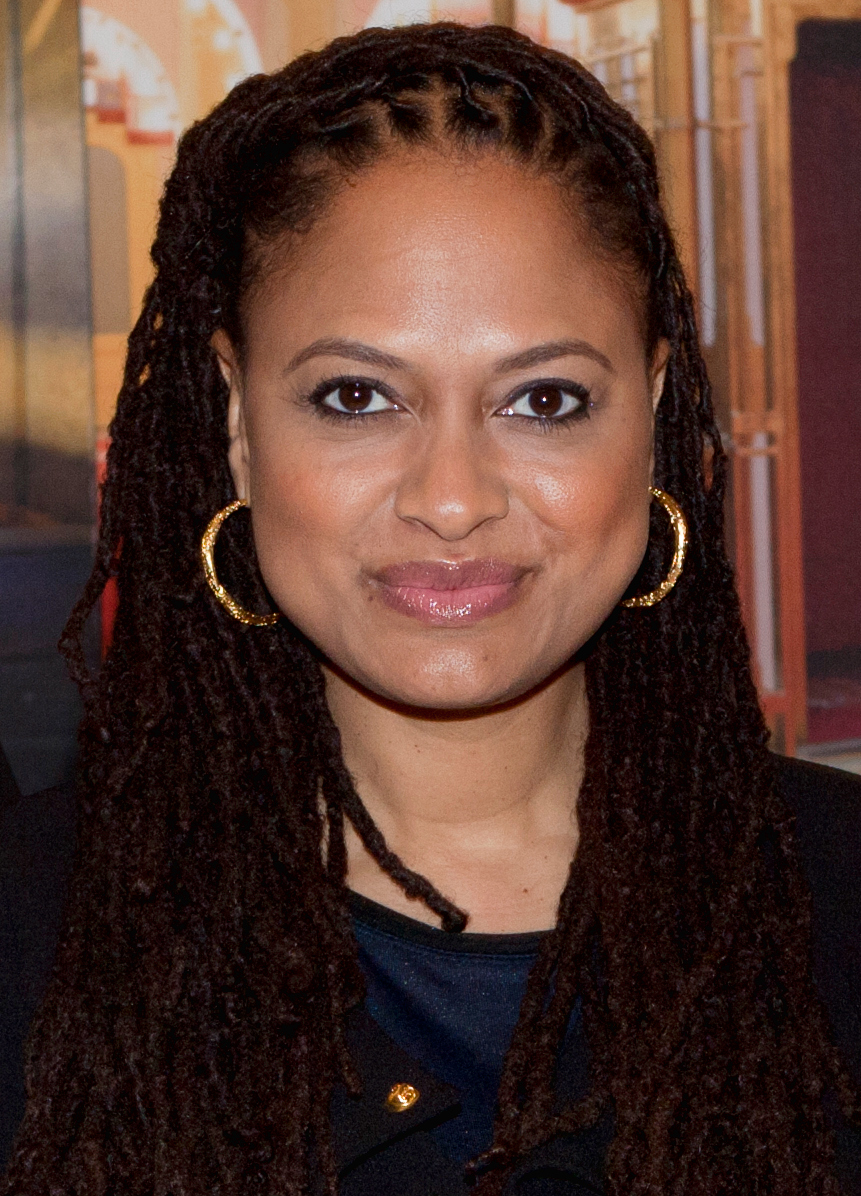
DuVernay tornou-se a primeira mulher negra a dirigir um filme live-action, com um orçamento de mais de US$100 milhões

Em outubro de 2010, foi anunciado que a Walt Disney Pictures tinha comprado os direitos para filmar o filme live-action de adaptação do livro de 1963, A Wrinkle in Time, escrito por Madeleine L'Engle. Seguindo o sucesso financeiro de Alice no País das Maravilhas (2010) de Tim Burton, a Disney anunciou que havia contratado Jeff Stockwell para escrever o roteiro e Cary Granat com seu novo Bedrock Estúdios. Cary Granat já havia trabalhado com a Disney nos filmes Crônicas de Nárnia e a Ponte para Terabithia O projeto do orçamento deveria ser de US $35 milhões, o que a empresa comparou com Distrito 9 e Ponte para Terabithia, ambos os quais foram feitos por menos de 30 milhões de dólares. Em 5 de Agosto de 2014, Jennifer Lee foi anunciada como roteirista, assumindo o lugar de Jeff Stockwell, que escreveu o primeiro rascunho. Em 8 de fevereiro de 2016, foi relatado que o trabalho de dirigir o filme tinha sido oferecido a Ava DuVernay e ela foi confirmada como diretora mais tarde, naquele mesmo mês. Dirigindo este filme, DuVernay se torna a primeira mulher negra a dirigir um filme live-action com um orçamento de produção de mais de US$100 milhões.
Em 26 de julho de 2016, a revista Variety informou que Oprah Winfrey começou negociações finais para ingressar no filme para interpretar a Senhora Which, uma das três Sra Ws que ajuda a guiar as crianças ao longo de sua jornada. Em 7 de setembro de 2016, Reese Witherspoon e Mindy Kaling estavam em negociações para participar do filme, onde Witherspoon interpretaria a Sra Whatsit, um ex-ser celestial que parece uma "hobo com jeito de avó", enquanto Kaling interpretaria a Senhora Who, um ser sobrenatural que cita literatura. Em 13 de setembro de 2016, Storm Reid foi escalada para o papel principal da Meg Murry, uma jovem traumatizada pelo desaparecimento de seu pai cientista, anos antes. Em outubro de 2016, Gugu Mbatha-Raw e Chris Pine foram elencados como os pais de Meg, Dr. Kate Murry e Mr. Murry, respectivamente. Em 1 de novembro de 2016, mais elenco foi anunciado, incluindo Zach Galifianakis como o Happy Medium, André Holland como diretor Jenkins, Levi Miller como Calvin, e Deric McCabe como Charles Wallace, juntamente com Bellamy Young, Rowan Blanchard e Will McCormack. Os produtores do filme, seriam James Whitaker e Catherine Hand. Michael Peña também se juntou ao elenco para interpretar o personagem Red.

### As filmagens
O início das filmagens começou em 2 de novembro de 2016, em Los Angeles, Califórnia.
Depois de filmar em Los Angeles, a produção mudou-se para Nova Zelândia por duas semanas. Tobias A. Schliessler foi confirmado para trabalhar no filme como diretor de fotografia, juntamente com outros membros da equipe de produção, incluindo a designer de produção Naomi Shohan, o figurinista Paco Delgado, e o supervisor de efeitos visuais Rich McBride.
A Wrinkle in Time foi filmado em Eureka, Califórnia, no Condado de Humboldt, com início em 29 de novembro de 2016, e finalizada em 5 ou 6 de dezembro. As filmagens também foram feitas no Sequoia Park de Eureka, localizado ao lado do Sequoia Park Zoo. Nenhum dos grandes atores ligados ao filme esteve presente em Eureka. Em meados de dezembro, Chris Pine foi flagrado durante as filmagens em Los Angeles.
Locais de filmagem para A Wrinkle in Time foram estabelecidos em Central Otago, Nova Zelândia, durante as duas últimas semanas de fevereiro de 2017. Os atores e a equipe envolvida estiveram na Nova Zelândia, por duas semanas para filmar cenas nos Alpes do Sul, e as filmagens ocorreram em Hunter Valley Station, perto de Lago Hāwea, com elenco e equipe de tratamento sendo recebidos com uma tradicional powhiri maori e karakia, pelos povos indígenas da Nova Zelândia. A Disney encerrou as filmagens na Ilha Sul da Nova Zelândia, depois de duas semanas, e o diretor declarou o amor do elenco e a equipe pela Nova Zelândia no Instagram.

## Lançamento
O filme foi lançado em 8 de Março de 2018 em Portugal, 9 de Março de 2018 nos EUA e 29 de Março de 2018 no Brasil. Anteriormente o lançamento tinha sido definido para 6 de abril de 2018.

### Marketing
DuVernay lançou um teaser trailer do filme em 15 de julho de 2017, na D23 expo 2017. Depois do lançamento inicial, o trailer ficou em 1º lugar no YouTube por 48 horas, superando, uma prévia de Star Wars: O Último Jedi.

## Recepção

### Crítica
No agregador de críticas dos Estados Unidos, o Rotten Tomatoes, na pontuação onde a equipe do site categoriza as opiniões da  grande mídia e da mídia independente apenas como positivas ou negativas, o filme tem um índice de aprovação de 42% calculado com base em 342 comentários dos críticos. Por comparação, com as mesmas opiniões sendo calculadas usando uma média aritmética ponderada, a nota alcançada é 5.30/10 que é seguida do consenso: "A Wrinkle in Time é visualmente lindo, de grande coração e, ocasionalmente, bastante comovente; infelizmente, também é extremamente ambicioso e muitas vezes menos do que a soma de suas partes clássicas".
Em outro agregador de críticas também dos Estados Unidos, o Metacritic, que calcula as notas das opiniões usando somente uma média aritmética ponderada de determinados veículos de comunicação em maior parte da grande mídia, o filme tem 52 avaliações da imprensa anexadas no site e uma pontuação de 53 entre 100, com a indicação de "revisões mistas ou neutras".
Na Folha de S.Paulo, Alexandre Agabiti disse que uma das fraquezas do longa, é o discurso excessivo maniqueísta sobre a importância do amor, união entre as pessoas, sobre o papel que cada um tem a desempenhar, etc. Esta mensagem, sai da boca de vários personagens, trazendo um tom forçado. Outro ponto é a narrativa produzida de modo truncada, com um contexto familiar de Meg apresentado com constantes flashbacks, prejudicando o ritmo e a caracterização dos personagens. E não são dadas melhores contextualizações sobre o "tesseract", que permite viajar no espaço-tempo, que é simplesmente jogado no roteiro como se fosse algo comum.

### Público
O público pesquisado pelo CinemaScore deu ao filme uma nota média de "B" em uma escala de A+ a F, enquanto que os do PostTrak deram uma pontuação geral positiva de 75%; membros da audiência com menos de 18 anos deram uma nota média de "A-" e uma pontuação positiva de 89%.